# Wilhelm Stiassny
Wilhelm Stiassny (Presburgo, 15 ottobre 1842 – Bad Ischl, 11 luglio 1910) è stato un architetto austro-ungarico.

## Biografia
Ebreo nativo di Presburgo, l'odierna Bratislava, Stiassny studiò presso il Politecnico di Vienna e alla locale Accademia di belle arti, sotto la guida di Eduard van der Nüll, Carl Roesner, Friedrich von Schmidt e August Sicard von Sicardsburg.
Ancora studente, fondò l'associazione "Officina di Costruzione Viennese", che si sforzava di recuperare una più stretta collaborazione tra architetti e maestranze.
Nel 1866 fondò un proprio studio, e dal 1868 al 1905 progettò e diresse la costruzione di 180 villette familiari, residenze, scuole, orfanotrofi ed ospedali.
Costruì le sinagoghe di Malacky (1886-1887), di Jablonec nad Nisou (1892), di Královské Vinohrady, oggi quartiere di Praga, (1896-1898), la sinagoga del Giubileo a Praga (1903-1906), nonché le sinagoghe in stile liberty di Čáslav (1898-1900) e Prostějov (1904).
Negli anni 1877-1878 disegnò il progetto per il cimitero ebraico nell'ambito dello Zentralfriedhof di Vienna, e al suo interno anche una serie di tombe di famiglia.  Il settore ebraico dello Zentralfriedhof venne in gran parte devastato dai nazisti durante l'Anschluss.
Fu fondatore nel 1895 e per molti anni presidente dell'"Associazione per la salvaguardia e la conservazione dei monumenti storici e artistici ebraici" e del museo ebraico di Vienna.

## Galleria d'immagini

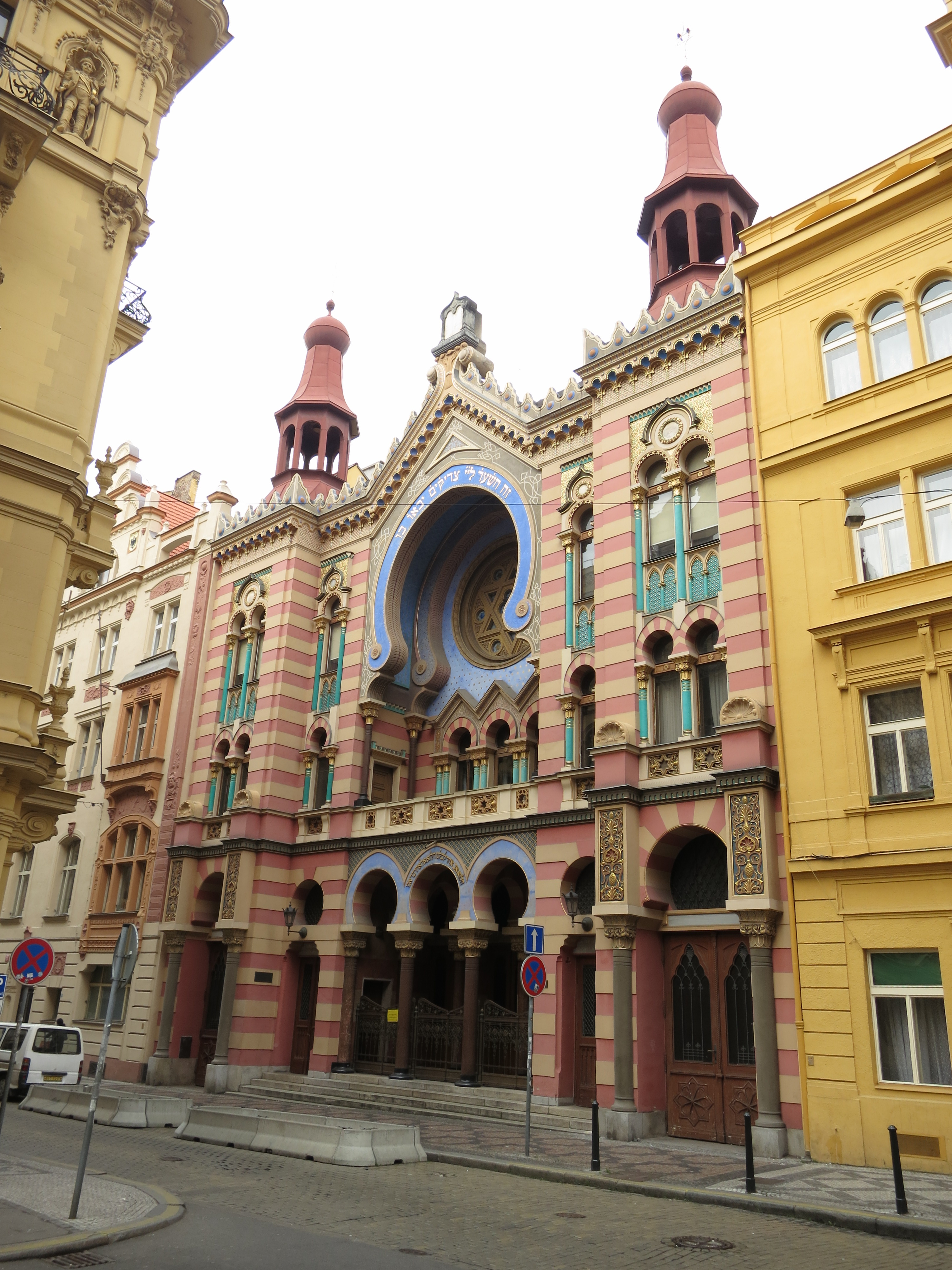
Sinagoga di Gerusalemme a Praga
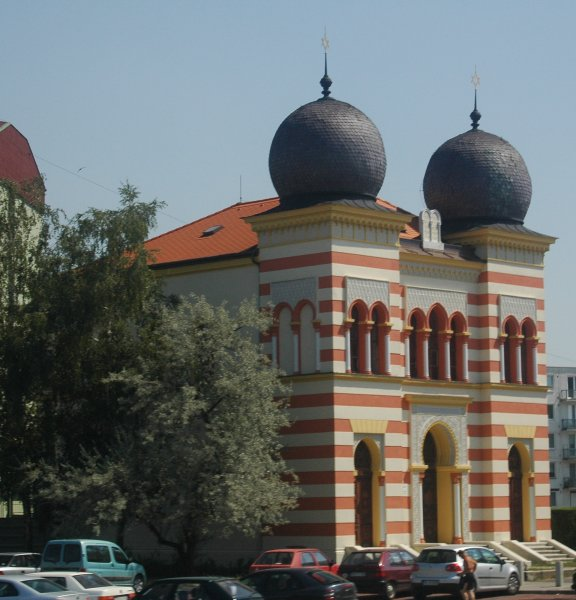
Sinagoga di Malacky
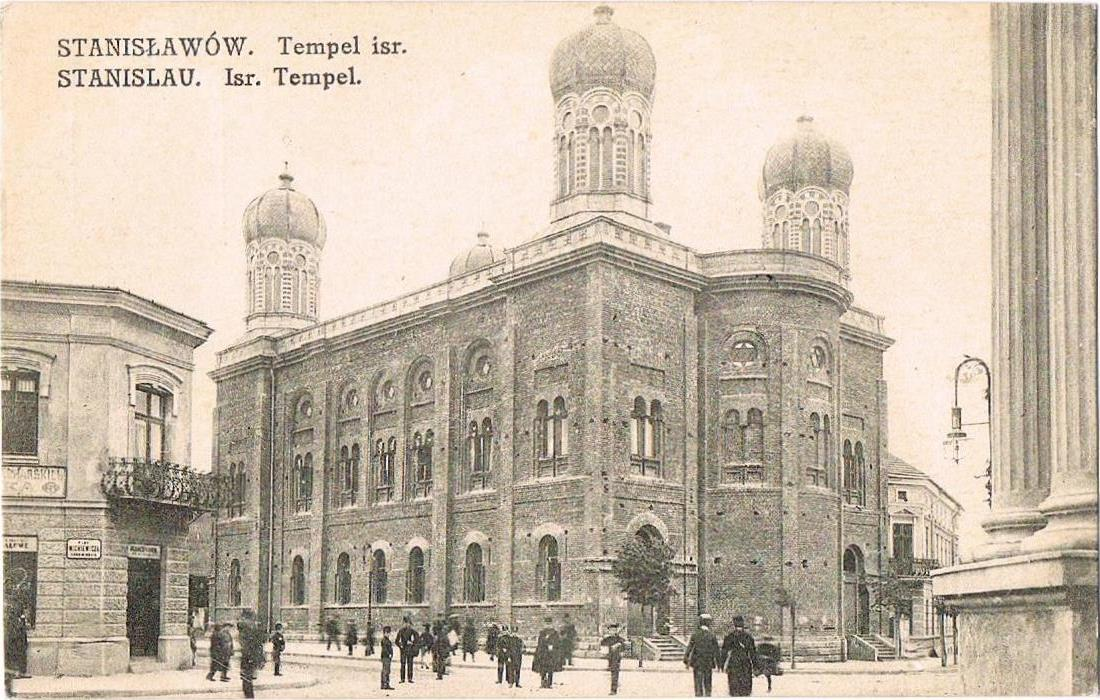
Sinagoga di Ivano-Frankivs'k (distrutta dai nazisti)
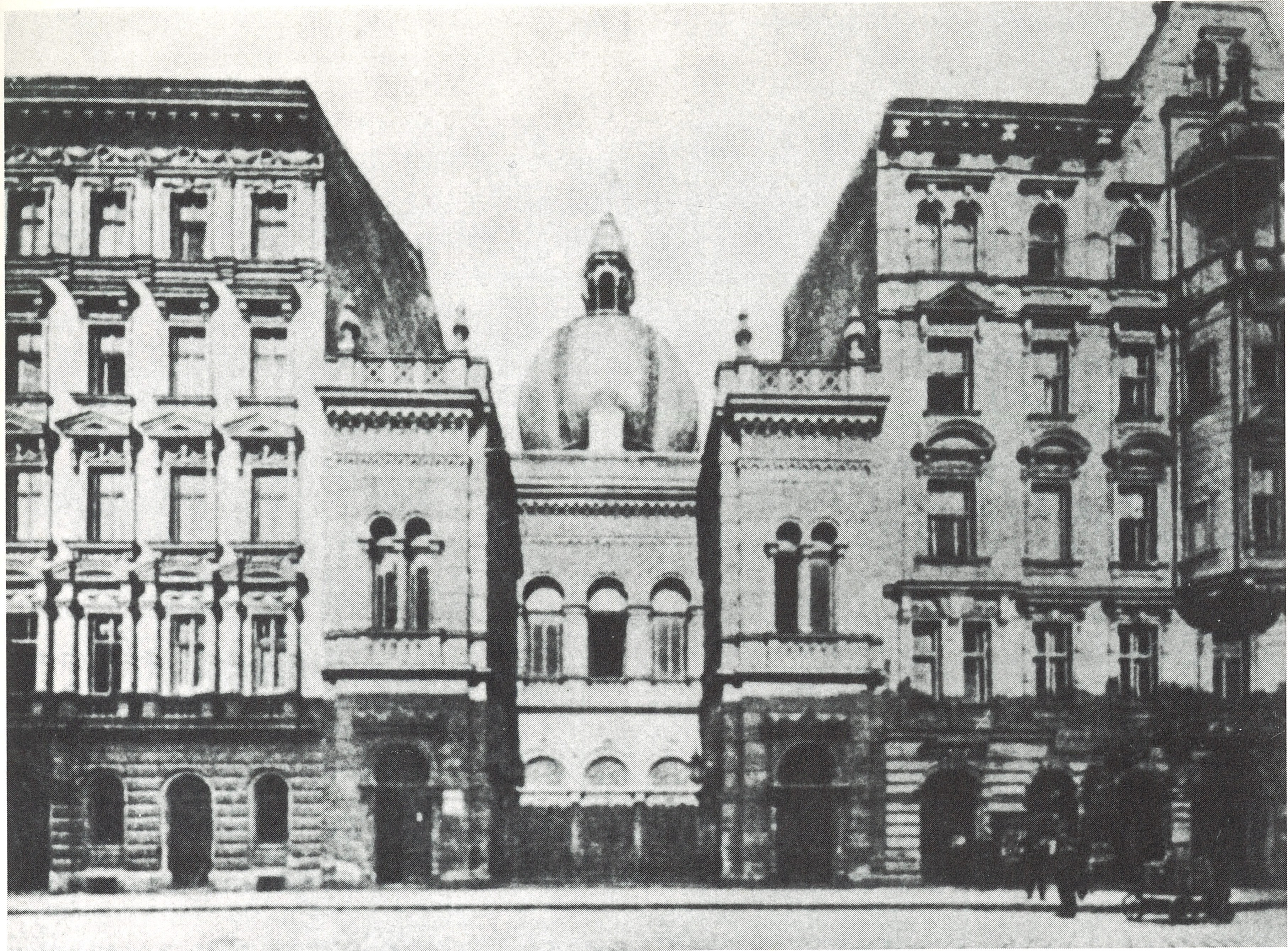
Sinagoga dei Polaccchi a Vienna (distrutta dai nazisti)
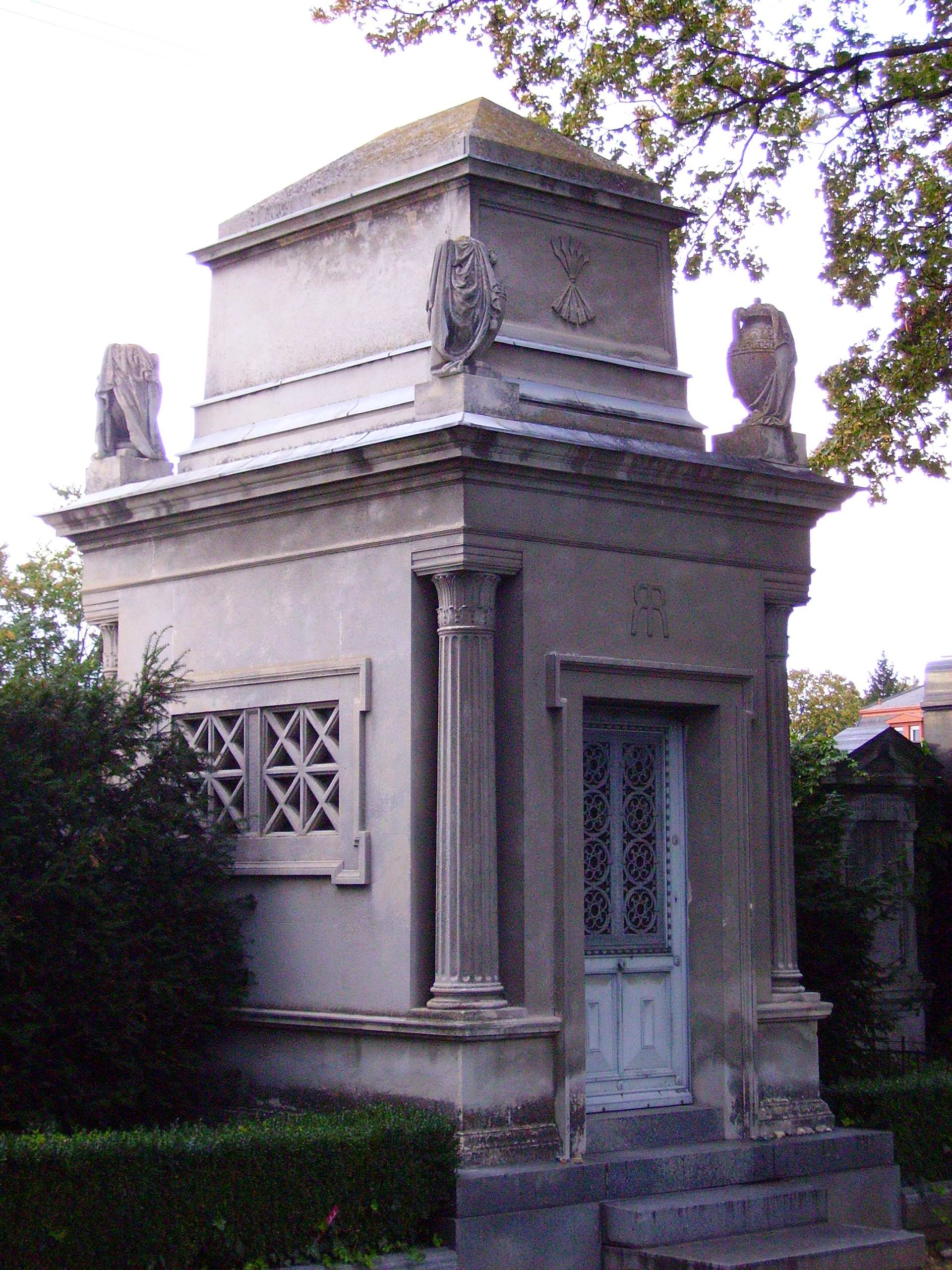
Tomba Rotschild nel cimitero di Vienna
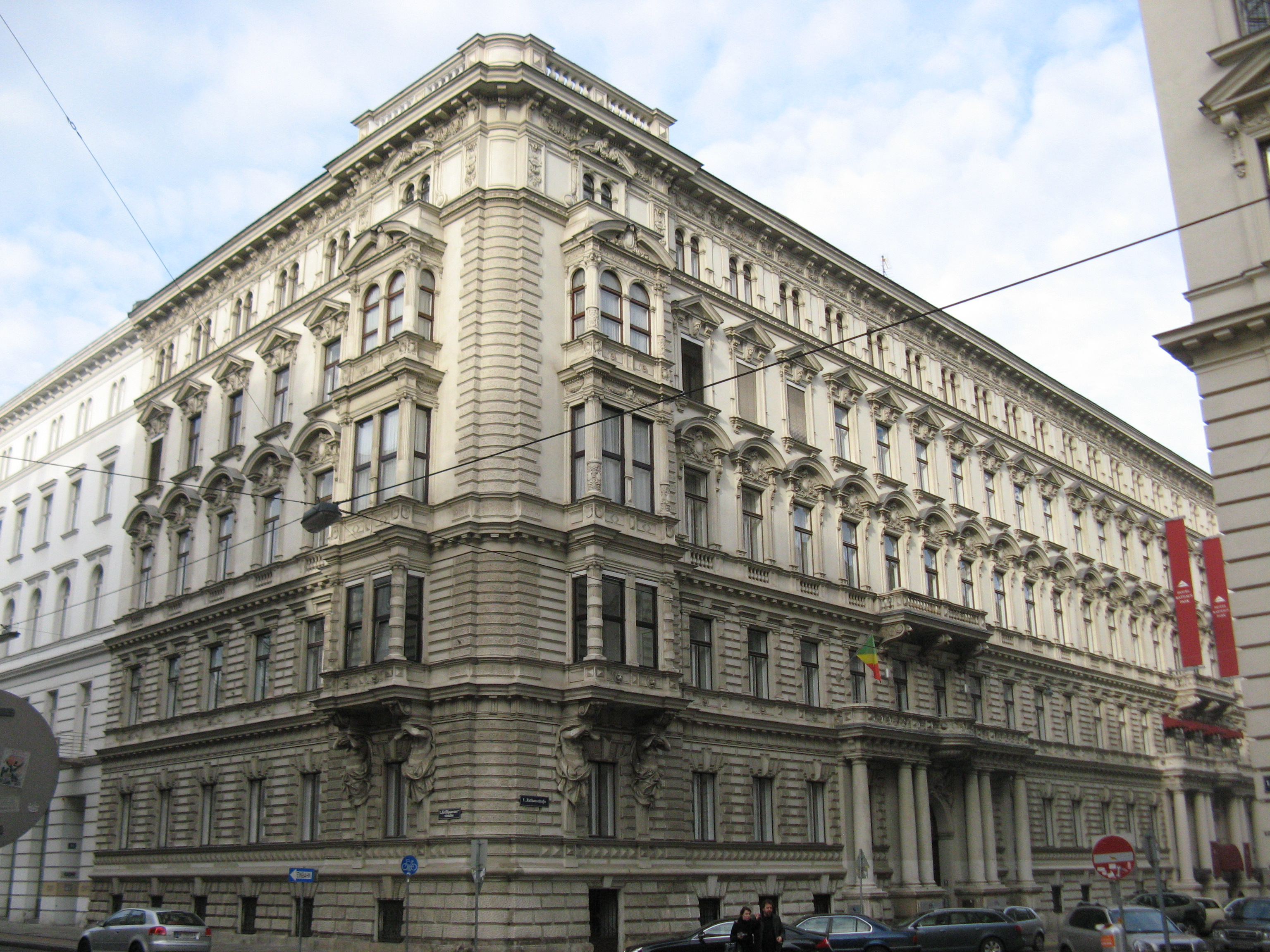
Edificio in Rathausstraße 15-17 a Vienna